# 庄原ショッピングセンター
庄原ショッピングセンター（しょうばらショッピングセンター）は、広島県庄原市のショッピングセンター。またはそれを運営する事業協同組合である。庄原市有数のショッピングセンターの一つである。正式名称は「協同組合庄原ショッピングセンター」。愛称は「ジョイフルながえ」。

## 沿革
- 1978年（昭和53年）2月22日 - 協同組合庄原ショッピングセンターを結成。
- 1979年（昭和54年）7月 - オープン。

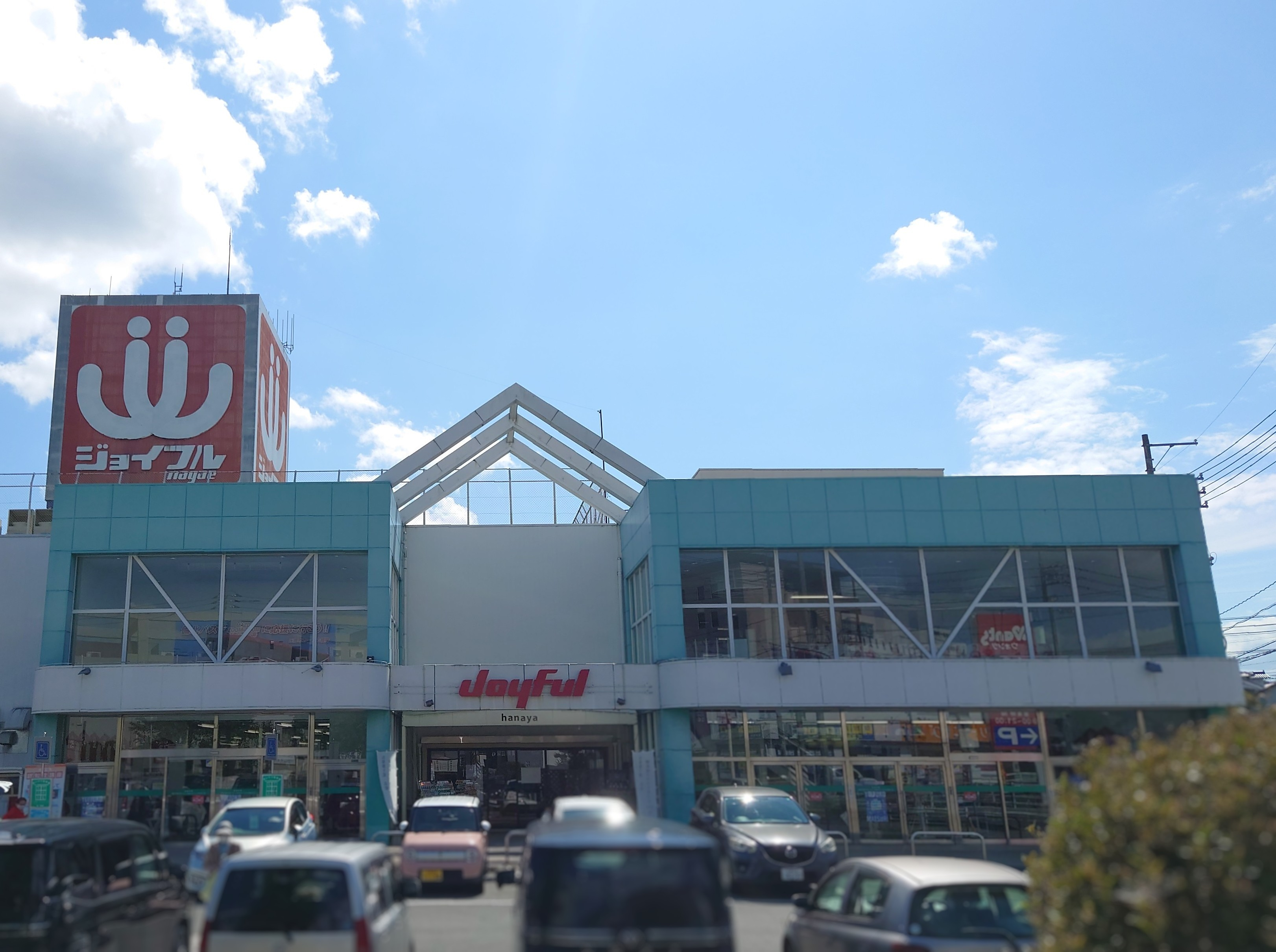
ジョイフルながえのエントランス

## 主な店舗
- フレスタ
- 西田鮮魚店 新鮮市場
- 印章 印刷 文具のヨシカワ
- にしかみデパート
- 100円ショップ
- チロル
- 山びこ
- 米正
- たちばな
- サンエイドー

## 交通
- 備北交通バス
  - 「ジョイフル」下車

## バス停留所
庄原市内を走る備北交通の路線バス、および高速バス（県立広島大学経由便のみ）、県立広島大学スクールバス、コミュニティバスのひまわりバスと庄原市地域生活バスが発着する。なお、バス停の名称はジョイフルである。
北西側バス停
- 東側（国道432号）バス停発着を除く全ての路線
- ひまわりバス
- 庄原市地域生活バス

東側（国道432号）バス停
- 高速バス広島 - 三次 - 県立広島大学 - 庄原線
- 県立広島大学スクールバス